# 塑料模型

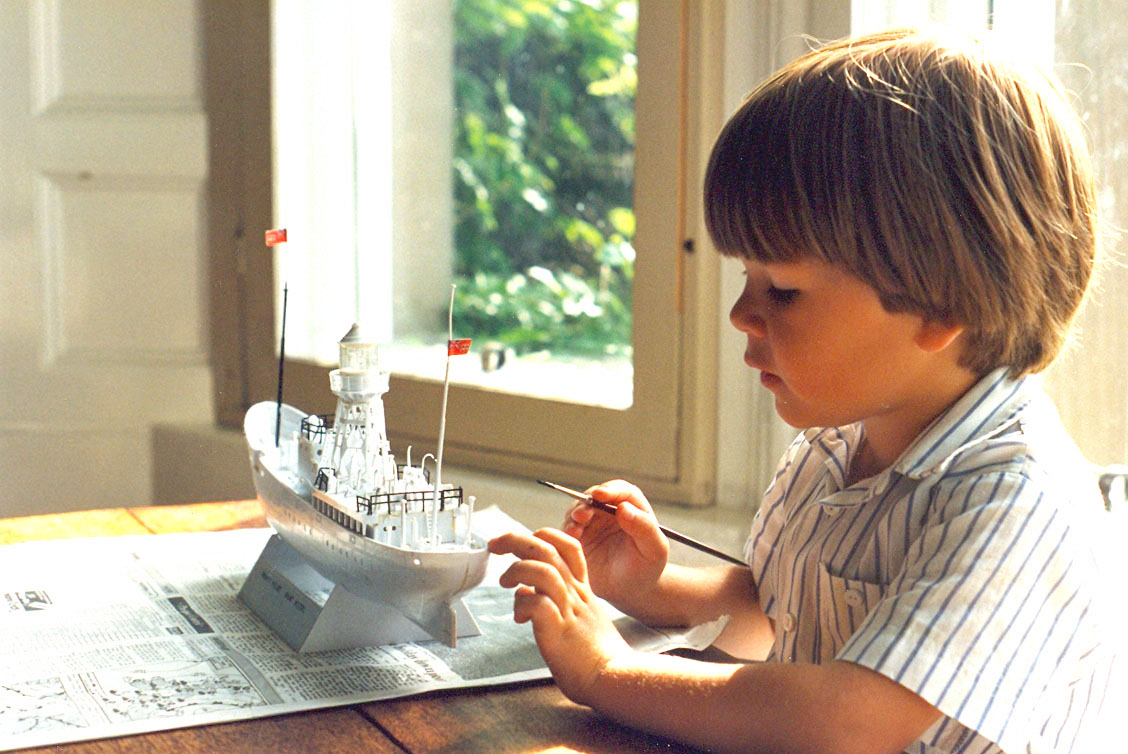
一個4歲男孩正在替船艦塑料模型上色。

塑料模型是指一種用很多塑膠零件拼合而成的玩具，比較出名的是鋼彈模型（GUNPLA）。組裝零件有很多東西，比如：塑膠零件，膠波等。可拼合成機器人、坦克車、人偶等。